# Johann Christian Anton Theden

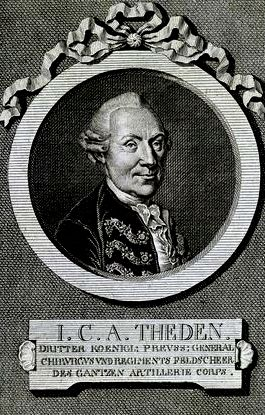
Johann Christian Anton Theden

Johann Christian Anton Theden (* 13. September 1714 in Steinbeck, Mecklenburg; † 21. Oktober 1797 in Berlin) war ein deutscher Mediziner. Er war königlich preußischer Militärarzt, Chirurg, Naturforscher und Fachbuchautor. Er war auch Leibarzt Friedrichs des Großen.

## Leben
Theden wurde als jüngstes von 23 Geschwistern und Kind armer Eltern geboren und war mit 13 Jahren zunächst kurze Zeit als Diener tätig, begann dann aber eine Schneiderlehre bei seinem älteren Bruder, der ihn jedoch als „zu ungeschickt“ wieder entließ. Stattdessen begann er nun, interessiert an der Heilkunde, in der Barbierstube eines Wundarztes eine vierjährige Lehre. Anschließend begab er sich auf Wanderschaft und bereiste norddeutsche Städte.
Theden gelang es, sich bis an die Spitze der medizinischen Wissenschaft und Praxis seiner Zeit hochzuarbeiten. Einer seiner Lehrer war der Schweidnitzer Stadtphysikus Johann Siegmund Hahn (1696–1773), der Mitbegründer der Wasserheilkunde in Deutschland, weshalb auch Theden die Wasserheilkunde, etwa in Form der Kaltwasseranwendung bei Entzündungen, praktizierte.
Eingedenk seiner eigenen Anfänge beklagte sich Theden in seinem Lehrbuch: „Unsere deutsche Wundärzte werden, leyder! größtenteils beim Barbierbecken gebildet. Drei Jahre stehen sie bey den Barbierern und Badern in der Lehre. Nach Verlauf dieser Zeit werden sie Gesellen, und haben weiter nichts gelernt, als den Bart putzen, Pflasterstreichen und Aderlassen, und das letztere oft Handwerksmäßig genug, wovon viele betrübte Beyspiele zeugen. Viele können nicht einmal lesen, und wenn sie auch dieses können, so wissen sie oft eben so wenig, als ihr Lehrer, was sie lesen sollen.“ (Quelle: Unterricht für die Unterwundärzte bey Armeen)
Im Jahr 1737 trat Theden als Feldscher in ein Preußisches Kürassierregiment in Danzig ein, von wo er 1742 nach Berlin versetzt wurde. Er war nach dem Siebenjährigen Krieg (1756–1763), während dem er 1758 zum Regimentsfeldscher aufgestiegen war, zunächst (vorgeschlagen von Christian Andreas Cothenius) Dritter Generalchirurg der preußischen Armee im Dienst von Friedrich dem Großen und wurde nach dem Tod Johann Leberecht Schmuckers (1712–1786) schließlich Erster Generalchirurg an der Charité zu Berlin (bis zu seinem Tod im Jahr 1797). Sein Nachfolger wurde Generalchirurg Johann Goercke (1750–1822).
Theden erwarb sich höchste Verdienste um die Chirurgie. Sein „Wund- oder Schusswasser“ (genannt auch „Arquebusade“ oder „Arkesbusade“) aus Weingeist, Honig oder Zucker, Weinessig und verdünnter Schwefelsäure zur Behandlung entzündeter Wunden – eine Fortentwicklung der Methode seines Amtsvorgängers Schmucker – fand als „Tinctura Antimonii Thedenii“ damals allgemeine Verwendung. Er führte den mit Kautschuk überzogenen elastischen Katheter, neue Methoden beim Blutstillen und die Anwendung von Hohlschienen bei der Knochenbruchbehandlung ein.

## Mitgliedschaften
- Mitglied in der „Kaiserlich Leopoldinisch-Carolinischen Deutschen Akademie der Naturwissenschaftler“ (heute: Leopoldina)
- Bruder bei den Freimaurern: 1765 wurde er Mitglied der Strikten Observanz. In den Jahren 1765-1767 war er Meister vom Stuhl der Freimaurerloge "Zu den drei Zirkeln" in Stettin. In Berlin war er in der Loge "Zur Eintracht" von 1771-1784 Meister vom Stuhl, ebenso in der Mutterloge "Zu den drei Weltkugeln" von 1784-1794, danach war er "altschottischer Obermeister" und legte wegen seines Alters 1796 sein Amt nieder. Ihm zu Ehren gab es eine Gedenkmünze.

## Schriften (Auswahl)
- Unterricht für die Unterwundärzte bey Armeen, besonders bey dem Königl. Preuß. Artilleriecorps. Friedrich Nicolai, Berlin 1774 (Digitalisat) und 1778.
- Neue Bemerkungen und Erfahrungen zur Bereicherung der Wundarzneykunst und Arzneygelahrheit. 2 Bände. Nicolai, Berlin/Stettin, Berlin/Leipzig 1782–1795. (Digitalisate: Band 1, Teil 2).